# Pan Li-Chi
Pan Li-Chi es una deportista taiwanesa que compitió en taekwondo. Ganó una medalla de oro en el Campeonato Asiático de Taekwondo de 1994, en la categoría de –65 kg.

## Palmarés internacional
| Representando a China Taipéi |                    |                |           |
| Campeonato Asiático          |                    |                |           |
| Año                          | Lugar              | Medalla        | Categoría |
| 1994                         | Manila (Filipinas) | Medalla de oro | –65 kg    |